# Codex Wormianus
Codex Wormianus или AM 242 fol — исландский манускрипт, написанный на латыни и датируемый серединой XIV века. Манускрипт является единственным источником «Песни о Риге». В нём содержится «Первый грамматический трактат» (др.-сканд. Fyrsta Málfræðiritgerðin) и записана «Старшая Эдда».

## История
Первым известным владельцем манускрипта был епископ Гвюдбрандюр Тодлаукссон, и, возможно, он получил его в наследство от своего деда Йона Сигмундссона (Jón Sigmundsson). Кодекс перешел преподобному Арнгримюру Йоунссону, у которого находился во владении вплоть до 1628 года. 4 сентября этого года Арнгримюр отослал кодекс своему датскому другу Оле Ворму, от имени которого манускрипт и получил своё название. Манускрипт находился во владении семьи Вормов, пока внук Оле епископ Кристен Ворм не подарил кодекс Арни Магнуссону в 1706 году. В данный момент кодекс хранится в коллекции Института Арни Магнуссона.
Первый текст кодекса был издан Расмусом Раском в 1818 году. В 1931 году Сигюрдюр Нордаль издал факсимильную версию кодекса.

## Описание
Манускрипт написан одним шрифтом на веллуме, возможно, в монастыре с Островов Тинга (Тингэйрар; Þingeyrar) на северо-западе Исландии. Несмотря на возраст и место написания, создание кодекса часто связывают с именами следующих авторов: Арнгрима Брандссона (Arngrimr Brandsson), Берга Соккасона (Bergr Sokkason) и Арни Лаврентиуссона (Árni Lárentíusson).